# Helmut Körschgen
Helmut Körschgen (* 1923; † 18. August 2002) war ein deutscher Laiendarsteller, der in zwei Filmen Helge Schneiders tragende Rollen spielte.

## Leben
Bei den Dreharbeiten zu Texas – Doc Snyder hält die Welt in Atem (1993) war Körschgen zunächst Parkplatzwächter am Drehort in Elspe.  Fast alle Nebenrollen wurden während der Aufnahmen mit Bewohnern der näheren Umgebung besetzt; auf diese Weise erhielt auch Körschgen eine kleine Doppelrolle als Bewohner der fiktiven Westernstadt Texas (gekleidet in einen markanten sandfarbenen Trainingsanzug) und als Totengräber.
Nach Abschluss der eigentlichen Aufnahmen drehte Schneider noch einige zusätzliche Szenen, darunter auch solche, in denen Körschgens Rollen als „Bürger von Texas“ und Totengräber als Schneiders Dialogpartner in den Vordergrund rückten. Außerdem wurden neue Schlussszenen gefilmt, in denen die von Körschgen verkörperte Figur des Polizisten „Lutennend Körschgen“ eingeführt wurde; als dieser spielte Körschgen in dem folgenden Film 00 Schneider – Jagd auf Nihil Baxter (1994) die zweite Hauptrolle. Während der Dreharbeiten erlitt der bereits über 70-jährige Körschgen einen Schlaganfall. Bei den restlichen Aufnahmen musste er daher gedoubelt werden und konnte der Filmpremiere nur im Rollstuhl beiwohnen.
Körschgen, dessen Gesundheit bereits vorher angeschlagen gewesen war, erholte sich von den Folgen des Schlaganfalls nicht mehr und konnte daher auch nicht mehr in weiteren Filmen mitwirken. Er starb im Jahr 2002 im Alter von 79 Jahren und wurde in Altenhundem begraben.
Körschgens markantes Erscheinungsbild, das laut Schneider an Jean Gabin erinnerte, seine eigenwillig improvisierten Dialoge, bei denen er sich von Regieanweisungen nicht beeindrucken ließ, und sein ungekünstelt-authentisches vollkommenes Unvermögen auf dem Gebiet der Schauspielkunst ließen ihn zu einer Kultfigur mit hohem Wiedererkennungswert werden, die stark mit Helge Schneiders frühen Filmen verbunden ist. Einige seiner Zeilen erlangten Kultcharakter, etwa „In der Fantasie geht alles“ und „Solange man lebt, soll man rauchen“.

## Filmografie
- 1993: Texas – Doc Snyder hält die Welt in Atem
- 1994: 00 Schneider – Jagd auf Nihil Baxter